# Amphibian Ark
Amphibian Ark é uma parceria de três organizações ambientais (World Association of Zoos and Aquariums - WAZA, IUCN/SSC Conservation Breeding Specialist Group - CBSG e IUCN/SSC Amphibian Specialist Group - ASG) que tem como objectivo a preservação das espécies de anfíbios em todo o mundo.
Esta iniciativa teve início devido à consciencialização de que uma proporção substancial de espécies de anfíbios estariam a sofrer ameaças graves à sua sobrevivência. O projecto propõe que jardins zoológicos, aquários e jardins botânicos de todo o mundo possam abrigar um determinado número de indivíduos de espécies de anfíbios ameaçadas. Daí o nome dado ao projecto, que significa Arca dos Anfíbios, em alusão à Arca de Noé.
Uma das ameaças mais graves para os anfíbios e que despoletou a formação deste projecto, foi a descoberta de que um fungo parasita estaria a causar danos apreciáveis nas populações de anfíbios em todo o mundo. Este fungo, que se aloja na pele do animal, dificulta o uso dos poros, provocando uma desidratação fatal. A actuação deste fungo está mesmo ligada a extinções de espécies em algumas regiões do globo, como na Austrália e Costa Rica.
A organização declarou o ano 2008 como o Ano do Sapo (The Year of the Frog) para promover as atividades da organização visando suporte financeiro, aquisição de novos parceiros e estimulação a atenção pública no contexto da preservação de anfíbios, entre outros.